# UCI Oceania Tour 2005
L'UCI Oceania Tour 2005 és la primera edició de l'UCI Oceania Tour, un dels cinc circuits continentals de ciclisme de la Unió Ciclista Internacional. Està format per sols dues proves, organitzades entre el 18 de gener de 2005 i el 30 de gener de 2005 a Oceania.

## Evolució del calendari

### Gener
| Data  | Cursa              | Cat. | Vencedor          | Equip           |
| ----- | ------------------ | ---- | ----------------- | --------------- |
| 18-23 | Tour Down Under    | 2.HC | Luis León Sánchez | Liberty Seguros |
| 26-30 | Tour de Wellington | 2.2  | Matthew Lloyd     |                 |

## Classificacions finals
| Pos | Ciclista                  | Equip                     | Punts |
| --- | ------------------------- | ------------------------- | ----- |
| 1.  | Robert McLachlan (AUS)    | MG XPower-Bigpond         | 85    |
| 2.  | William Walker (AUS)*     | Rabobank Continental      | 70    |
| 3.  | Peter Latham (NZL)*       | -                         | 62    |
| 4.  | Matthew Lloyd (AUS)       | -                         | 61    |
| 5.  | Paride Grillo (ITA)       | Ceramica Panaria-Navigare | 42    |
| 6.  | Paul Crake (AUS)          | Graz Corratec             | 40    |
| 7.  | Fraser MacMaster (NZL)    | Volksbank                 | 37    |
| 8.  | David McPartland (AUS)    | Tenax-Nobili Rubinetterie | 34    |
| 9.  | Simon Gerrans (AUS)       | AG2R Prévoyance           | 29    |
| 10. | Christopher Sutton (AUS)* | Cofidis                   | 25    |

| Pos | Equip                          | País          | Punts |
| --- | ------------------------------ | ------------- | ----- |
| 1.  | MG XPower-Bigpond              | Austràlia     | 105   |
| 2.  | Rabobank Continental           | Països Baixos | 70    |
| 3.  | Ceramica Panaria-Navigare      | Itàlia        | 61    |
| 4.  | AG2R Prévoyance                | França        | 50    |
| 5.  | Graz Corratec                  | Àustria       | 40    |
| 6.  | Volksbank                      | Àustria       | 37    |
| 7.  | Tenax-Nobili Rubinetterie      | Irlanda       | 34    |
| 8.  | Navigators Insurance           | Estats Units  | 28    |
| 9.  | Cofidis                        | França        | 25    |
| 10. | Kodakgallery.com-Sierra Nevada | Estats Units  | 20    |

| \| Pos \| País \| Punts \| \| --- \| ------------ \| ----- \| \| 1. \| Austràlia \| 1.381 \| \| 2. \| Nova Zelanda \| 407 \| |              |       |
| Pos | País         | Punts |
| 1. | Austràlia    | 1.381 |
| 2. | Nova Zelanda | 407   |